# Josef Schmid
Josef Schmid (Múnic, 30 d'agost de 1868 - ?, 1945) fou un compositor i organista alemany.
Estudià en l'Escola reial de Música de la seva ciutat natal i el 1901 fou nomenat organista de l'església de Nostra Senyora d'aquesta. També va dirigir la societat coral Munchen i va compondre: Arioso in F major; 3 Charakteristische Stücke, Op.73; una Toccatina; un Te Deum a 4 veus; un Cruxificus; 2 Misses; un Rèquiem; cors a cappella i amb acompanyament; melodies vocals; peces característiques per a orgue, música per a piano, i l'òpera Die Schildbürger.